# Martin Paták
Martin Paták (12. října 1820 Vlastiboř – 1889) byl zedník a lidový umělec.

## Život
Mistr selských staveb Martin Paták zdědil své řemeslo po otci Janu Patákovi. Již před ním pracovali v oblasti Blat zedníci na postupném nahrazování původní dřevěné zástavby zděnými objekty (mezi nimi byl také známý mistr Jan Šoch). Kolem roku 1862 začal Martin Paták pracovat na přestavbách komárovských statků a také v širším okolí zdobil převážně štíty obytných stavení. Jeho typickým ornamentem jsou pilastry (sloupovité výstupky ze zdi s hlavicí, dříkem a patkou) spojené obloučky, obloučkový ornament na okraji štítu, okénka mezi pilastry. Plastické ztvárnění umocňuje sytá barva – žlutá a bílá jsou typické barvy štítů, které dělil na dvě či tři části maltovým sloupem (obce Vlastiboř, Záluží, Debrník, Vesce, Čeraz).
V jeho práci pokračoval syn Jan Paták (1859–1943), působil jako zednický mistr nejen na Blatech, (např. v Nedvědicích u Soběslavi), ale i ve Vídni, kam za ním jezdili učni z jižních Čech, zejména ze Soběslavska.

## Stavby Jana Patáka
Jan Paták byl označován jako poslední lidový umělec-stavitel, upouštěl od barokního ornamentu.
Dodnes lze zhlédnout některé Patákovy stavby
- v obci Záluží (Vesnická památková rezervace): dům č. 9 (1870) a dům č. 8 (1868)
- v obci Komárov (VPR): sýpka (1864) u statku č. 8 (1861)